# Gowings
Gowings was een warenhuisketen in Sydney, New South Wales, Australië, opgericht in 1868. Het warenhuis met meerdere verdiepingen was gespecialiseerd in vrijetijdskleding voor heren, kampeerspullen en noviteiten. In het warenhuis waren een herenkapper en een restaurant.

## Geschiedenis
In 1863 opende John Gowing een textielwinkel aan Crown Street in Sydney. Op 4 november 1868 ging hij een partnerschap aan met zijn broer Preston Robert Gowing, die als winkelmanager in Victoria had gewerkt. Samen zetten ze het Mercery and Glove Depot op, waar John manager was voor £ 200 per jaar plus de helft van de winst van het bedrijf. Deze winkel bevond zich op de hoek van Market Street en George Street. In 1929 werd deze locatie door de zoon van John, Preston Lanchester Gowing, herontwikkeld als investering en eerste klas winkellocatie. 
Het werd een van de meest prominente en beroemde warenhuizen in Sydney. In de meer recente geschiedenis begon Gowings aan een ambitieus uitbreidingsplan, waarbij nog vier Gowings-winkels werden geopend op andere locaties in Sydney.
In 2001 verkocht Gowings de warenhuizen aan een onafhankelijk beursgenoteerd bedrijf, Gowings Retail (later G Retail), zodat ze zich konden concentreren op hun investeringen en vastgoedbelangen. Hoewel ze succesvol waren in de stad, trokken de vestigingen op locaties in de voorsteden weinig klanten aan. 

## Overname
In november 2005, na drie jaar van opeenvolgende verliezen, vroeg G Retail Ltd uitstel van betaling aan. Pogingen om het bedrijf te verkopen waren niet succesvol en de laatst overgebleven Gowings-winkel aan George Street in Sydney sloot zijn deuren op 29 januari 2006. De winkel werd vervolgens verhuurd aan damesmodewinkel Supré. In 2011 nam Sydney's allereerste filiaal van Topshop de winkeruimte over.

## Galerij

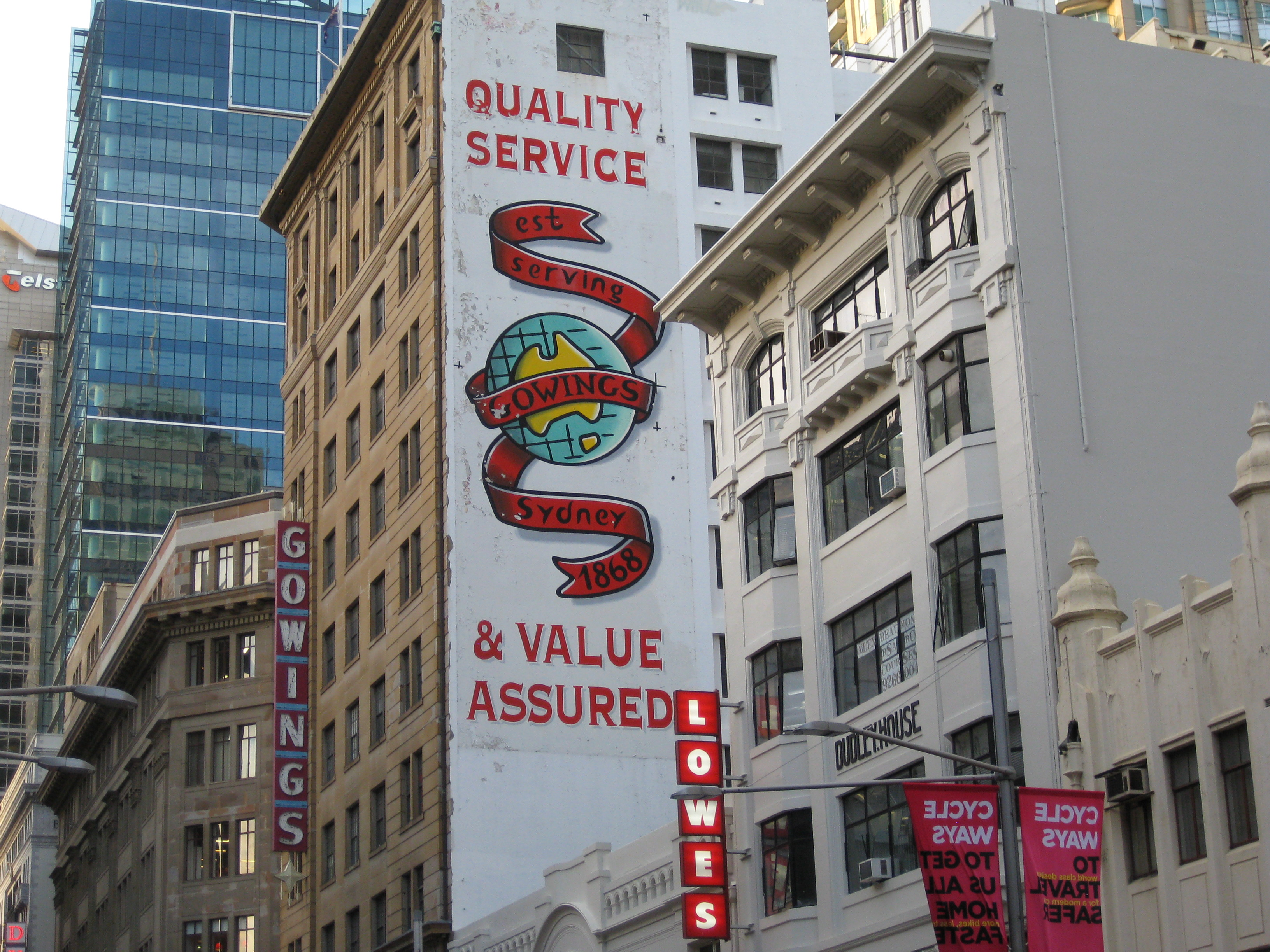
Gowings-bewegwijzering op George Street, 2010
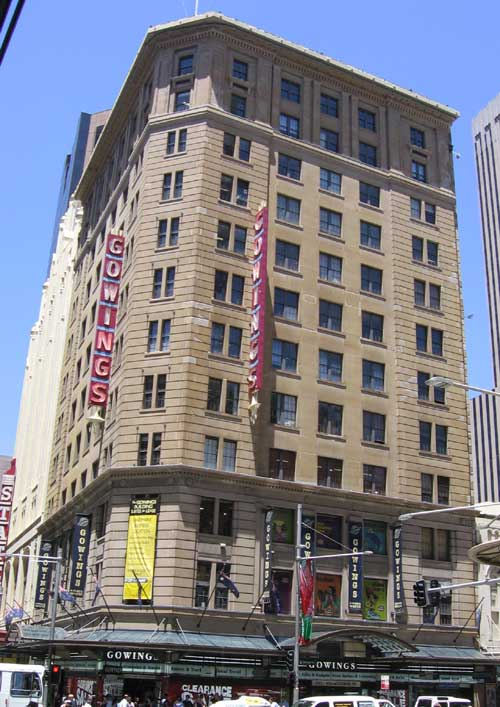
Gowings warenhuis in 2005